# Brachygobius mekongensis
Brachygobius mekongensis és una espècie de peix de la família dels gòbids i de l'ordre dels perciformes.

## Morfologia
- Els mascles poden assolir 1,8 cm de longitud total.[4]

## Hàbitat
És un peix d'aigua dolça, de clima tropical i demersal.

## Distribució geogràfica
Es troba a Àsia: conca del riu Mekong a Tailàndia, Laos i Cambodja.

## Observacions
És inofensiu per als humans.